# Гарбан, Люсьен
Люсьен Гарбан (фр. Lucien Garban; 22 августа 1877, Невер — 1959) — французский музыкант.
Окончил Парижскую консерваторию, ученик Габриэля Форе. В 1897—1914 годах работал при дворе ландграфа Гессен-Кассельского Александра Фридриха. С началом Первой мировой войны вернулся во Францию и с 1919 года работал редактором и корректором в известном французском музыкальном издательстве «Дюран».
Наиболее известен как многолетний сподвижник Мориса Равеля, сдружившийся с ним ещё в консерватории. Входил в неформальный кружок «Апаши», группировавшийся вокруг композитора. Гарбаном выполнены многочисленные фортепианные переложения произведений Равеля (многие — по личной просьбе композитора), в дальнейшем он провёл обширную работу по собиранию и систематизации переписки Равеля, редактированию его нотного наследия и т. п. Среди других переложений Гарбана — сочинения Бизе, Сен-Санса, Дюка, Дебюсси и др. Некоторые собственные музыкальные произведения и часть транскрипций он публиковал под псевдонимом Роже Бранга (фр. Roger Branga).